# Salmorejo

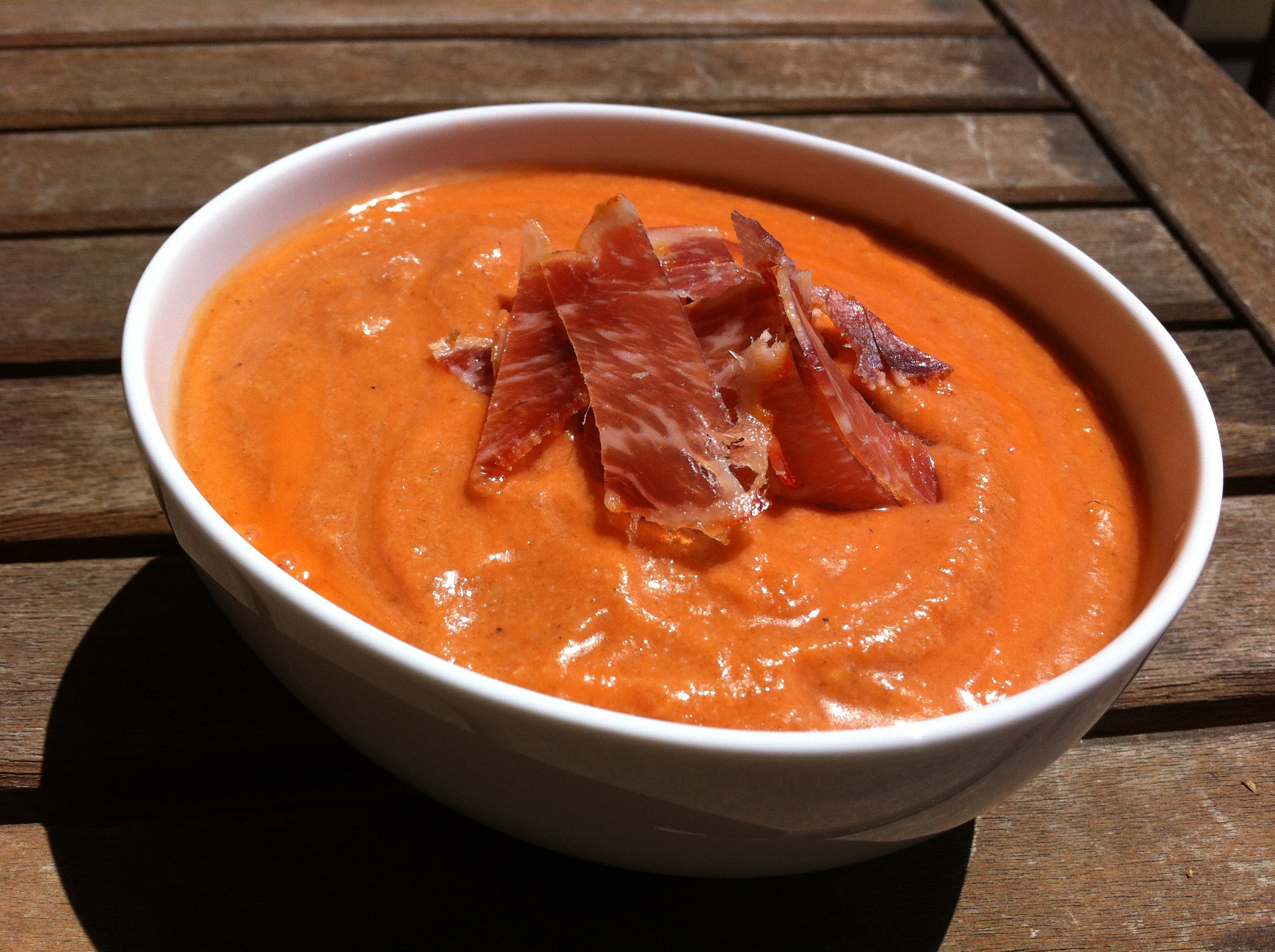
Salmorejo

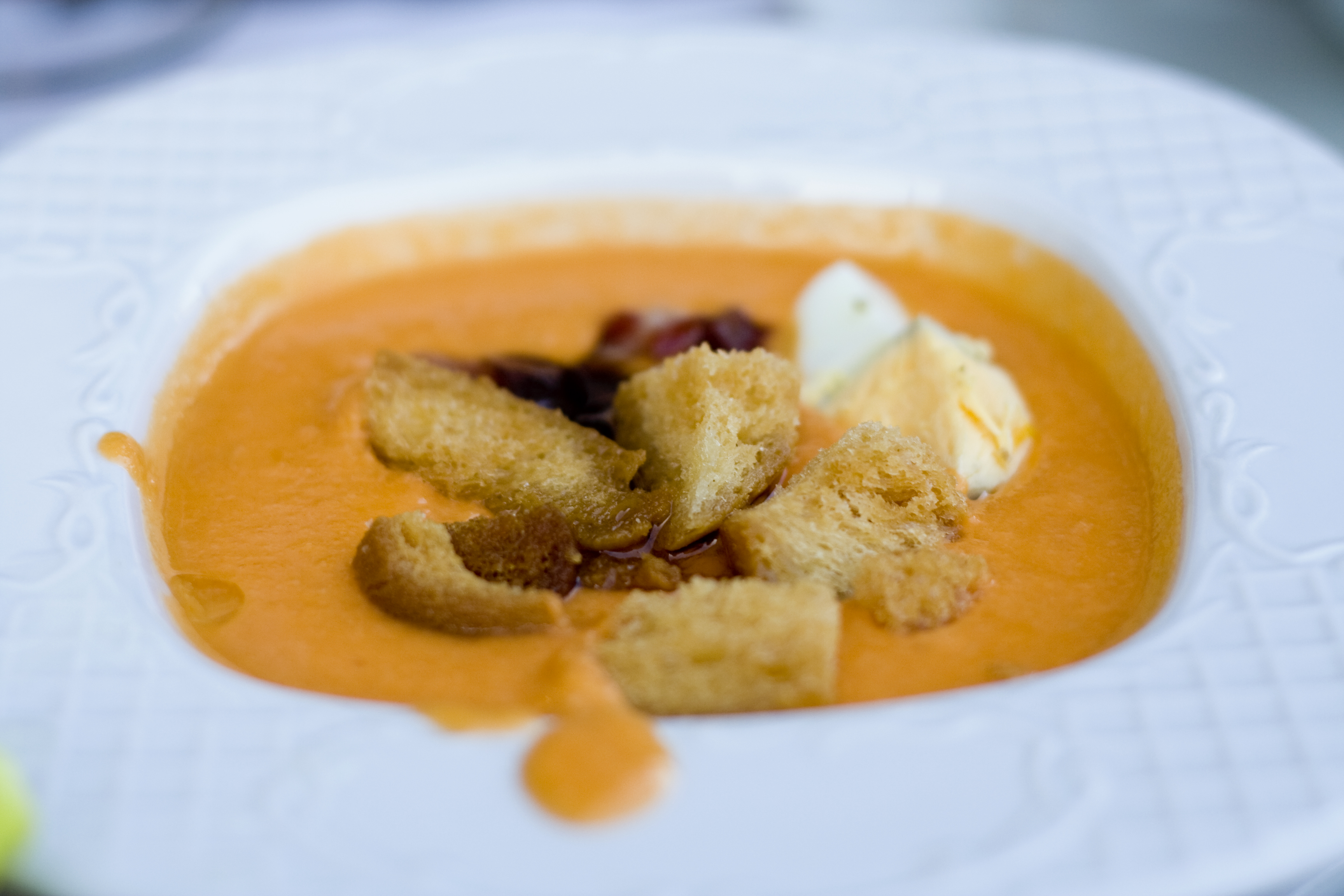
Salmorejo s krutony

Salmorejo (též ardoria nebo ardorío) je hustá, za studena podávaná polévka, typická pro andaluskou kuchyni (především pro Córdobu). Základem jsou rajčata, olivový olej, světlý chléb pan de telera a česnek. Všechny ingredience se mixují na pyré. Polévka salmorejo je podávaná s vejci na tvrdo, krutony nebo s kousky španělské šunky jamón ibérico.
Salmorejo má původ v 17. století. Existuje pověst o tom, že se do Andalusie recept na tuto polévku z portugalského Alenteja spolu s propuštěnými španělskými zajatci po bitvě u Montes Claros (1665).
Podobným andaluským pokrmem je polévka gazpacho. Jde také o studenou polévku z rajčat, ovšem nezahuštěnou chlebem a s více druhy zeleniny.